# Aminagar Urf Bhurbaral
Aminagar Urf Bhurbaral é uma vila no distrito de Meerut, no estado indiano de Uttar Pradesh.

## Demografia
Segundo o censo de 2001, Aminagar Urf Bhurbaral tinha uma população de 5495 habitantes. Os indivíduos do sexo masculino constituem 52% da população e os do sexo feminino 48%. Aminagar Urf Bhurbaral tem uma taxa de literacia de 60%, superior à média nacional de 59.5%; com 61% para o sexo masculino e 39% para o sexo feminino. 18% da população está abaixo dos 6 anos de idade.